# Goethe und seine Welt

Schutzumschlag des Buches Goethe und seine Welt

Goethe und seine Welt ist ein von Hans Wahl und Anton Kippenberg zusammen mit Ernst Beutler 1932 anlässlich des 100. Todestages Goethes herausgegebenes ca. 300 Seiten umfassendes und in Leinen gebundenes Sammelwerk zu Leben und Werk Goethes, was gemeinhin als Goethezeit bezeichnet wird.

## Beschreibung
Dieses Buch ist gewiss nicht das einzige, das in diesem Jahr als dem Literaturjahr 1932 zu dem Anlass erschienen war. Es ist jedoch dem Vorwort von Hans Wahl zufolge das erste, das als Gemeinschaftswerk der vier größten deutschen Goethe-Sammlungen gelten darf. Diese sind das Goethe-Nationalmuseum (Weimar), das Goethe- und Schiller-Archiv in Weimar, die Sammlung Kippenberg in Leipzig und das Frankfurter Goethe-Museum. Beteiligt waren aber auch ausländische Sammlungen aus Wien, London, Kopenhagen, Paris, Florenz, Zürich und New Haven, insbesondere der Yale University.
Das Buch beinhaltet 580 Abbildungen von Gemälden und Zeichnungen, aber auch Autographen, Titelblätter von Erstausgaben Goethe’scher Jugendwerke, nicht nur von Goethe, sondern auch von Personen, die mit ihm in Verbindung standen, wie z. B. Georg Melchior Kraus bzw. die von ihm gemalte Herzogin Luise von Sachsen-Weimar-Eisenach und natürlich auch Friedrich Schiller verbunden mit den dazugehörigen Erläuterungen. Erfasst sind auch Familienmitglieder wie sein Vater Johann Caspar Goethe, seine Mutter Catharina Elisabeth Goethe bzw. seine Schwester Cornelia Goethe und natürlich seine Frau Christiane von Goethe geb. Vulpius bzw. sein Sohn August von Goethe. Das wiederum erstreckt sich nicht nur auf seine Zeit in Weimar, sondern auf alle seine Lebensstationen.
Der Druck erfolgte im Bibliographischen Institut Leipzig.
In Berlin gab es 1932 eine Sonderausstellung unter dem Titel Goethe und seine Welt, bei der Anton Kippenberg am 19. März 1932 die Eröffnungsrede gehalten hatte. Diese Ausstellung wurde von der Sammlung Kippenberg in der Preußischen Akademie der Künste erarbeitet und gezeigt, zu der ein von Kippenberg bearbeiteter Katalog erschien. Es floss dieses wohl auch in das zusammen mit Wahl und Beutler herausgegebene Gemeinschaftswerk ein.